# Абрамов (Волгоградская область)
Абрамов — хутор в составе городского округа город Михайловка Волгоградской области.
Население — 278 (2010) человек.

## История
Хутор Абрамов относился к юрту станицы Арчадинской Усть-Медведицкого округа Земли Войска Донского (с 1870 — Область Войска Донского). В 1859 году на хуторе проживало 180 мужчин и 184 женщины. Согласно переписи населения 1897 года на хуторе проживало 363 мужчины и 372 женщины, из них грамотных: мужчин — 134, женщин — 7.
Согласно алфавитному списку населённых мест Области Войска Донского 1915 года на хуторе имелось хуторское правление, молельный дом, проживало 533 мужчины и 586 женщин, земельный надел составлял 3337 десятин.
В 1928 году хутор Абрамов включён в состав Михайловского района Хопёрского округа (упразднён в 1930 году) Нижне-Волжского края (с 1934 года — Сталинградский край). Хутор являлся центром Абрамовского сельсовета. В 1935 году в составе Сталинградского края был образован Раковский район. Абрамовский сельсовет передан в его состав. В 1955 году Раковский район был упразднён, Абрамовский сельсовет передан в состав Михайловского района. После передачи в состав Михайловского района хутор Абрамов значится в составе Безымянского сельсовета. Дата упразднения Абрамовского сельсовета не установлена.
В 2012 году хутор включён в состав городского округа город Михайловка.

## География
Хутор расположен в степи, в пределах Приволжской возвышенности, на реке Безымянке (левый приток Медведицы), восточнее хутора Безымянка. Высота центра населённого пункта около 85 метров над уровнем моря. Почвы — чернозёмы южные.
По автомобильным дорогам расстояние до административного центра городского округа города Михайловки — 29 км, до областного центра города Волгограда — 180 км.
Часовой пояс
Абрамов, как и вся Волгоградская область, находится в часовой зоне МСК (московское время). Смещение применяемого времени относительно UTC составляет +3:00.

## Население
Динамика численности населения по годам:
| 1859 | 1873 | 1897 | 1915 | 1987 | 2002 |
| ---- | ---- | ---- | ---- | ---- | ---- |
| 364  | 553  | 735  | 1119 | ≈480 | 318  |

| 2010 |
| ---- |
| 278  |